# GAD (Unternehmen)
Die GAD eG war ein IT-Dienstleister, Rechenzentrum und Softwarehaus für die Volksbanken und Raiffeisenbanken im nord- und westdeutschen Raum mit Sitz in Münster. Neben dem Hauptsitz in Münster war die GAD auch mit einem Büro in Frankfurt am Main vertreten. 2015 fusionierte das Unternehmen mit der Fiducia IT AG zur Fiducia & GAD IT AG, die 2021 in Atruvia AG umfirmiert wurde.
Mit der Bankensoftware bank21 bot die GAD ihren Kunden eine mehrmandantenfähige, integrierte Gesamtbanklösung, die alle Bereiche des Bankgeschäfts abdeckte und modular aufgebaut war. Ab 2007 hatten alle GAD-Mitgliedsbanken vom Vorgängerverfahren BB3 auf bank21 umgestellt.

## Geschichte
Am 26. Dezember 1963 wurde die Gesellschaft für automatische Datenverarbeitung (Akronym: GAD) als das erste genossenschaftliche Rechenzentrum im nordwestdeutschen Raum gegründet. Es folgten weitere Gründungen in mehreren anderen Städten. Die GAD hatte bei ihrer Gründung 23 Mitarbeiter. Gegründet in der Rechtsform einer Gesellschaft mit beschränkter Haftung wurde sie 1966 in eine eingetragene Genossenschaft umgewandelt. In diesem Jahr verarbeitete die GAD bereits 30 Mio. Buchungsposten. 1971 floss die Rechenzentrale der westdeutschen Volksbanken in die GAD ein.
Im Jahr 1974 setzte die GAD als erste genossenschaftliche Rechenzentrale den Mikrofilm ein.
Ab 1978 konnten die Kunden der GAD erstmals online auf aktuelle Daten im Rechenzentrum zugreifen und sie ändern.
Mit der Einführung des Bildschirmtexts 1983 war die GAD als erstes Rechenzentrum in Deutschland rund um die Uhr für die Kunden erreichbar. Mit Home Cash für Privat- und Profi Cash für professionelle Anwender führte die GAD 1996 einen Vorläufer des späteren Internet-Bankings für ihre Kunden ein. Rund um die Uhr konnte nun der bargeldlose Zahlungsverkehr von zu Hause abgewickelt werden.
1997 fusionierte die GAD mit der GFI, einem Zusammenschluss der genossenschaftlichen Rechenzentren Köln und Koblenz.
2001 erfolgte der Betriebsübergang nach § 613 BGB der GRZ Genossenschafts-Rechenzentrale Norddeutschland GmbH mit Sitz in Lehrte auf die GAD eG. Alle Mitgliedsbanken wurden 2002 an das Rechenzentrum in Münster angeschlossen.
Anfang 2006 fanden erste Sondierungsgespräche mit dem IT-Dienstleister für Volks- und Raiffeisenbanken im süddeutschen Raum, der Fiducia IT AG, über eine mögliche Unternehmenszusammenführung statt, die jedoch scheiterten. Im Januar 2008 stellte Anno Lederer, Vorstandsvorsitzender der GAD, einen Zusammenschluss für 2010 in Aussicht.
2010 lag die Zahl der Buchungsposten bei über 2,25 Mrd. bei rund 29,7 Mio. verwalteten Konten.
Im Jahr 2011 wurden erneut Sondierungsgespräche mit der Fiducia aufgenommen. Im Zuge dieser Verhandlungen kam es zu Unstimmigkeiten in mehreren Punkten wie z. B. Bewertung, Rechtsform, Kernbanksystem etc., die schließlich dazu führten, dass die Verhandlungen erneut abgebrochen wurden. Zudem trat der bisherige stellvertretende Vorstandsvorsitzende der GAD, Elmar Pritsch, von seinem Posten zurück.
Anfang Oktober 2014 wurde bekannt gegeben, dass sich die Aufsichtsräte der beiden Unternehmen einstimmig für den Zusammenschluss ausgesprochen haben. Am 26. November 2014 stimmte die GAD-Generalversammlung, bestehend aus den Mitgliedsbanken der GAD, mit 94 % für den Zusammenschluss der beiden genossenschaftlichen Rechenzentralen. Am 4. Dezember stimmte die außerordentliche Hauptversammlung der Fiducia mit 100 Prozent für den Zusammenschluss der beiden Häuser. Die Fusion zur Fiducia & GAD IT AG erfolgte am 30. Juni 2015. Am 1. September 2021 wurde die Fiducia & GAD IT AG in Atruvia AG umfirmiert. Die Bezeichnung GAD wird somit nicht weiter geführt.

## Struktur

### GAD-Unternehmensgruppe
Zur GAD-Unternehmensgruppe zählten verschiedene Beteiligungen:
- ELAXY (Sitz: Coburg, 220 Mitarbeiter) bot Finanzunternehmens-Software u. a. zur Kundenberatung, Transaktionsabwicklung und Vertriebssteuerung (inklusive Provisionsabrechnung) an. Die Software wird unter anderem von Union Investment und Sparkassen Broker eingesetzt.
- gbs Gesellschaft für Banksysteme GmbH (Sitz: Münster, weiterer Standort: Düsseldorf, 70 Mitarbeiter) vermarktete und implementierte die GAD-Lösungen für Privat- und Spezialbanken.
- Ratiodata IT-Lösungen & Services GmbH (Sitz: Münster, 1400 Mitarbeiter), ein IT-Dienstleister, der neben Lösungen für IT-Handel und Personalwirtschaft auch Archivierung von elektronischen wie konventionellen Dokumenten anbietet.
- VR Netze (Sitz: Frankfurt und Münster, 120 Mitarbeiter) bietet Telekommunikations- und Netzwerkservices an.
- Gesellschaft für Warenwirtschafts-Systeme (GWS) (Sitz: Münster, 450 Mitarbeiter) entwickelt Warenwirtschaftssysteme für ca. 1300 Kunden.
- Lucke EDV (Sitz: Wuppertal, 80 Mitarbeiter) unterstützt Finanzunternehmen bei diversen IT-Projekten.

### Weitere Beteiligungen
Weitere Beteiligungen hielt die GAD eG an folgenden Unternehmen:
- BBE, Betriebswirtschaftlicher Beratungs- und Entwicklungsverbund BBE GmbH
- VR Payment GmbH
- giropay GmbH
- SDT Service-Direkt Telemarketing Verwaltungsgesellschaft GmbH
- VR-BankenService GmbH
- VR-NetWorld GmbH
- VR VertriebsService GmbH

## Geschäftszahlen
Der Umsatz der gesamten Unternehmensgruppe lag 2012 bei 715 Mio. Euro.
Die Beschäftigungszahlen 2011 lagen bei 1.796 bei der eG und rund 2.000 in der gesamten Gruppe.

## Leistungen

### Bankensoftware bank21

Logo von bank21

Mit bank21 bot die GAD ein Anwendungsverfahren für Kreditinstitute mit dem Schwerpunkt Retail-Geschäft, das alle Bereiche des Bankgeschäfts abdeckte. Kreditinstitute konnten mit bank21 den Schwerpunkt ihrer Geschäftstätigkeit festlegen und interne sowie unternehmensübergreifende Prozesse zum In- und Outsourcing von Geschäftsfeldern individuell gestalten. Die modular aufgebaute bank21-Technologie unterstützte Banken, die für den Geschäftsbetrieb erforderlichen Funktionen individuell zu nutzen oder diese in Kooperationen auf einer gemeinsamen Datenbasis zu skalieren. Die Konzeption von bank21 sah vor, dass die genossenschaftlichen Verbundpartner mit ihren Produkten und Dienstleistungen in das System eingebunden werden. bank21 war damit eine Integrationsplattform, die den direkten Weg zum Bankkunden wie auch den wichtigen Partnern herstellt.

### Rechenzentrum
Stand Dezember 2012:
| Großrechner                      | 2 × IBM EC12 / 4 × IBM z196 |
| Tapekapazität                    | 4.270 TB                    |
| Anzahl Unix-Server               | 1.764                       |
| Anzahl Linux- und Windows-Server | 4.101                       |
| Gesamtspeicherkapazität          | 862 TB                      |

### Verarbeitungsvolumen (Zahlen und Fakten)
Stand Dezember 2012:
| Angeschlossene Banken            | 425    |
| Bankarbeitsplätze                | 65.323 |
| SB-Geräte                        | 15.448 |
| Aktive Konten in Mio.            | 31,57  |
| Buchungsposten 2012 in Mrd.      | 2,52   |
| Geldautomaten-Abhebungen in Mio. | 219,09 |
| SB-Kontoauszüge in Mio.          | 234,22 |
| Transaktionen 2012 in Mrd.       | 19,47  |

### Sicherheit
Die GAD stellte auch moderne Sicherheitslösungen für das Online-Banking bereit. Die Zwei-Schritt-TAN-Verfahren Sm@rtTAN plus, Sm@rtTAN optic sowie Sm@rtSign und mobileTAN wurden angeboten. Diese TANs sind nur für einen bestimmten Überweisungsauftrag und keinen anderen Auftrag gültig. Betrüger können somit eine abgefangene TAN nicht für einen anderen Auftrag verwenden.
Dieses bereits bestehende Portfolio wurde ergänzt um die „Signaturkarte“ als neues Sicherheitsmedium im Internet-Banking und Internet-Brokerage: Für die sichere Abwicklung von Banktransaktionen via Internet benötigt der Bankkunde lediglich seine VR-BankCard (EC-Karte) mit HBCIready-Funktion und ein spezielles Kartenlesegerät mit Display (Secoder).

### Produktübersicht
- bank21 – CoreBanking-System für Kreditinstitute mit dem Schwerpunkt Retailgeschäft
- Cash & Go – Aufladen von Prepaid-Karten für Mobiltelefone am Geldautomaten oder im Internet
- Sm@rtTAN plus, Sm@rtTAN optic und mobileTAN – Zwei-Schritt-TAN-Verfahren für sicheres Online-Banking
- Signaturkarte – elektronische Signatur auf der EC-Karte für sicheres Online-Banking